# THRaKaTTaK
Albums de King Crimson
THRAK
(1995) Epitaph
(1997)
THRaKaTTaK est un album live du groupe King Crimson sorti en 1996. Il est composé d'improvisations jouées par le groupe pendant l'interprétation du morceau Thrak.
- La plage 2, "Fearless and Highly Thrakked", est également présente sur le live King Crimson On Broadway (1999) (CD2, track 12).
- Une autre version de ce morceau, intitulée "Biker Babes of the Rio Grande", est également présente sur le double album live VROOOM VROOOM (CD2, track 11).

## Titres
Tous les morceaux sont d'Adrian Belew, Bill Bruford, Robert Fripp, Trey Gunn, Tony Levin et Pat Mastelotto.
1. Thrak – 2:20
2. Fearless and Highly Thrakked – 6:35
3. Mother Hold the Candle Steady While I Shave the Chicken's Lip – 11:18
4. Thrakattak (Part I) – 3:42
5. The Slaughter of the Innocents – 8:03
6. This Night Wounds Time – 11:16
7. Thrakattak (Part II) – 11:08
8. Thrak (Reprise) – 2:52

## Musiciens
- Robert Fripp : guitare, mellotron
- Adrian Belew : guitare
- Tony Levin : basse, Chapman Stick, bass stick
- Trey Gunn : Warr Guitar
- Bill Bruford : batterie, percussions
- Pat Mastelotto : batterie, percussions